# Julkalendern i Yle
Julkalendern (finska: Joulukalenteri) i Yle är en, inför jul, återkommande finskspråkig TV-serie i Yle och senare även på svenska i Yle Fem. 1962 visades den första julkalendern som bara hette Joulukalenteri (Julkalendern). 1991 visades den första svenskspråkiga julkalendern Julmappen och sedan år 2000 har det utöver den finska också visats en svensk julkalender varje år. Julkalendrarna har avlöst varandra och med tiden blivit en jultradition, särskilt för barn. 

## Julkalendrar i Yle genom tiderna

### Finskspråkiga julkalendrar
Vissa år produceras ingen ny julkalender utan en tidigare serie visas då istället i repris.
| År   | Finskt namn                                        | Svenskt namn                                        | Anmärkningar                                             |
| ---- | -------------------------------------------------- | --------------------------------------------------- | -------------------------------------------------------- |
| 1962 | Joulukalenteri                                     |                                                     |                                                          |
| 1963 | Tähystäjätontun seikkailut                         |                                                     |                                                          |
| 1980 | Histamiinin joulukalenteri                         | Histamiinis julkalender                             |                                                          |
| 1981 | Kylli-tädin joulukalenteri                         |                                                     |                                                          |
| 1984 | Histamiinin joulukalenteri                         | Histamiinis julkalender                             | Repris från 1980                                         |
| 1985 | Histamiinin joulukalenteri 2                       |                                                     |                                                          |
| 1986 | Aikuisten joulukalenteri                           |                                                     |                                                          |
| 1987 | Olga P. Postisen joulukalenteri                    | Olga P. Postinens julkalender                       |                                                          |
| 1988 | Kotirannan mahdottomien asioiden arkisto           |                                                     |                                                          |
| 1989 | Riku ja Pepa satumaassa                            |                                                     |                                                          |
| 1990 | Miitta-tädin joulukalenteri                        |                                                     |                                                          |
| 1992 | Histamiinin joulukalenteri 2                       |                                                     | Repris från 1985                                         |
| 1993 | Heinähatun ja Vilttitossun joulukalenteri          | Halmhattens och Filttofflans julkalender            |                                                          |
| 1995 | Gommin ja Pommin joulukalenteri                    |                                                     |                                                          |
| 1996 | Olga P. Postisen joulukalenteri                    | Olga P. Postinens julkalender                       | Ny kalender med samma namn som 1988                      |
| 1997 | Joulukalenteri: Etsivätoimisto Jalka & Lamppu      |                                                     |                                                          |
| 1998 | Tohelon ja Torvelon joulukalenteri                 |                                                     |                                                          |
| 1998 | Tonttu Toljanterin joulupulma                      | Tomten Toljanteris julproblem                       |                                                          |
| 1999 | Pikku-Matin jouluvalmistelut                       | Lill-Mattis julförberedelser                        |                                                          |
| 2000 | Neposen ja tontun jouluvalmistelut                 |                                                     |                                                          |
| 2001 | Joulukalenteri: Syltty-koira                       | Hunden Sylttys julkalender                          |                                                          |
| 2002 | Neposen joulukalenteri                             | Neponens julkalender                                |                                                          |
| 2003 | Tonttu Toljanterin Tonttu-TV                       | Tomten Toljanteris Tomte-TV                         |                                                          |
| 2004 | Tonttu Toljanterin joulupulma                      | Tomten Toljanteris julproblem                       | Repris från 1998                                         |
| 2005 | Rille Ripakodan neuvontatatoimisto                 | Rille Ripakotas rådgivningsbyrå                     |                                                          |
| 2007 | Tonttu Toljanteri muorin töissä                    | Tomten Toljanteri i mors sysslor                    |                                                          |
| 2009 | Joulukalenteri: Joulupukin aikapaja                | Julkalender: Julgubbens tidsverkstad                |                                                          |
| 2010 | Tonttu Toljanteri: Oikean joulun salaisuus         | Tomten Toljanteri och hemligheten bakom en äkta jul |                                                          |
| 2011 | Tonttu Toljanterin tuhmaikä                        | Tomten Toljanteris trilskasålder                    |                                                          |
| 2012 | Tonttu Toljanterin joulupulma                      | Tomten Toljanteris julproblem                       | Repris från 1998                                         |
| 2013 | Tonttu Toljanteri tonttujen tonttuna               | Tomten Toljanteri som tomtarnas tomte               |                                                          |
| 2014 | Joulukalenteri: Porokuiskaajan arvoitus            | Julkalendern: Mysteriet med renviskaren             |                                                          |
| 2015 | Joulukalenteri: Kadonneiden lahjojen tapaus        | Julkalendern: De försvunna julklapparna             |                                                          |
| 2016 | Joulukalenteri: Jäätävä seikkailu                  | Julkalendern: Ett isande äventyr                    | Åtföljdes av spin-off-serien Sherlokkisen joulukalenteri |
| 2017 | Joulukalenteri: Huiman hyvä joulu!                 | Julkalendern: En grymt kul jul!                     |                                                          |
| 2018 | Joulukalenteri: Maukan ja Väykän ensimmäinen joulu | Julkalendern: Maukkas och Väykkäs första jul        |                                                          |
| 2019 | Joulukalenteri: Tonttuakatemia                     | Julkalendern: Tomteakademin                         |                                                          |
| 2020 | Joulukalenteri: Porokuiskaajan arvoitus            | Julkalendern: Mysteriet med renviskaren             | Repris från 2014                                         |
| 2021 | Joulukalenteri: Korvatunturin Pulmapiste           | Julkalendern: Nötknäckarna i tomtebyn               |                                                          |
| 2022 | Joulukalenteri: Tonttuakatemia                     | Julkalendern: Tomteakademin                         | Repris från 2019                                         |
| 2023 | Joulukalenteri: Talvipihan joulu                   | Julkalendern: Jul på Vintergården                   |                                                          |
| 2024 | Joulukalenteri: Kiltteyskriisi Korvatunturilla     | Julkalendern: Snällhetskris på Korvatunturi         |                                                          |

### Svenskspråkiga julkalendrar
Julkalendern sänds varje dag från 1 december fram till julafton den 24 december förutom 1991 års julkalender Julmappen som bara hade 17 avsnitt. Vissa år visas en nyproducerad julkalender och andra en repris av en tidigare kalender eller en kalender från ett annat nordiskt land, oftast Sverige. Varje år utges samtidigt en papperskalender som ibland har anknytning till årets julkalender.
| År   | Namn                      | Not                                                                                                   |
| ---- | ------------------------- | --- |
| 1991 | Julmappen                 | Hade bara 17 avsnitt, i stället för 24 på grund av att svenska barnprogram inte sändes varje dag 1991 |
| 1992 | Tomteskolan               | Var även 1997 och 2007 års julkalender                                                                |
| 1993 | Jul Kul                   | |
| 1994 | Plåstrets pirat-tv        | Var även 2004 års julkalender                                                                         |
| 1995 | Sås och Kopp              | |
| 1996 | Maja och Julle            | |
| 1998 | Den vita haren            | |
| 2001 | Attes advent              | Var även 2008 års julkalender                                                                         |
| 2006 | Bärtils jul               | Var även 2011 års julkalender                                                                         |
| 2009 | Julvädret som försvann    | |
| 2013 | Tommys supersoffa         | Var även 2018 års julkalender                                                                         |
| 2015 | Vimligt bra               | |
| 2016 | Det jättestora juleljuset | |
| 2019 | Jul i Hittehatt           | |
| 2020 | Superjul                  | |
| 2024 | Tandfens julkalender      | |

## Andra julkalenderprogram i Yle
Utöver de ovan listade barnprogramsjulkalendrarna, som följer en gemensam tradition, har Yle ibland också visat julkalenderprogram för en vuxnare publik. En vuxen kvinnas julkalender, från 2018, är en sådan.

### Utländska julkalendrar i Yle
Utöver egenproducerade julkalendrar har Yle även visat vissa utländska julkalendrar, främst från Sverige. Sedan 2015 har det varje år utöver den ordinarie julkalendern i TV visats ytterligare julkalendrar på Yle Arenan. Flera tidigare julkalendrar har också visats i repris där samtidigt som en ny julkalender visats i TV.
| Premiär | Namn                             | Ursprungsland (kanal) | Produktionsår |
| ------- | -------------------------------- | --------------------- | ------------- |
| 2000    | Tomtemaskinen                    | Sverige (SVT)         | 1993          |
| 2002    | Julens hjältar                   | Sverige (SVT)         | 1999          |
| 2003    | Pelle Svanslös                   | Sverige (SVT)         | 1997          |
| 2005    | Kaspar i Nudådalen               | Sverige (SVT)         | 2001          |
| 2010    | Jul i Svingen                    | Norge (NRK)           | 2006          |
| 2012    | Hotell Gyllene Knorren           | Sverige (SVT)         | 2010          |
| 2014    | Julkungen                        | Norge (NRK)           | 2012          |
| 2015    | Tidsresan                        | Danmark (DR)          | 2014          |
| 2015    | Tjuvarnas jul                    | Sverige (SVT)         | 2011          |
| 2016    | Piratskattens hemlighet          | Sverige (SVT)         | 2014          |
| 2017    | Barna Hedenhös uppfinner julen   | Sverige (SVT)         | 2013          |
| 2017    | Den andra världen                | Danmark (DR)          | 2016          |
| 2018    | Snöfall                          | Norge (NRK)           | 2016          |
| 2019    | Selmas saga                      | Sverige (SVT)         | 2016          |
| 2020    | Storm på Lugna gatan             | Sverige (SVT)         | 2018          |
| 2021    | Stjärnstoft                      | Norge (NRK)           | 2020          |
| 2021    | Julfeber                         | Danmark (DR)          | 2020          |
| 2022    | Jakten på tidskristallen         | Sverige (SVT)         | 2017          |
| 2022    | Kristianias magiska tivoliteater | Norge (NRK)           | 2021          |
| 2023    | En hederlig jul med Knyckertz    | Sverige (SVT)         | 2021          |
| 2024    | Dagar i december                 | Island (RÚV)          | 2022          |